# دانیل پچی
دانیل پچی (انگلیسی: Daniel Pecsi؛ زادهٔ ) یک بازیکن تنیس روی میز اهل مجارستان است. 
وی در مسابقات کشوری و بین‌المللی در مجموع برنده ۳ مدال طلا، ۱ مدال نقره شده‌است.